# Hasan Ćafi
Hasan Ćafi (Kjafija) Pruščak (Prusac, 1547. – Prusac, 1616.), filozof i pravnik iz Bosne za vrijeme Osmanskog carstva, upravni i sudski dužnosnik.
Nauke je učio u Bosni. Po završetku naukovanja stupio je u kadinski stalež. Kad je poželio povećati znanje, pošao je u Carigrad radi proširenja naobrazbe te je po uzimanju idžazeta se opet posvetio kadijskom zvanju. 
U bosanskim gradovima pod osmanskom vlašću obnašao je upravne dužnosti. Kad mu je vječno seljenje po bosanskim gradovima dosadilo, isposlovao je da bude kadija u Pruscu. U Pruscu je sljedećih godina od 1595. bio doživotni kadija. Pisao je rasprave u duhu racionalne teologije islama te više učenih djela o raznim strukama znanosti, a najznačajnija mu je političko-povijesna rasprava Uredba svijeta (Nizam ul Alem) koju je napisao na arapskom za sultana Mehmeda III. upravlja carevinom. Po sultanovu zahtjevu raspravu je preveo na turski. Ovo je djelo hrvatski preveo Safvet-beg Bašagić i objavio u Glasniku Zemaljskog muzeja BiH 1916. godine. Djelo je među najznačajnijim djelima islamske filozofije i prava. U Nizam ul Alemu piše o Hrvatima kao idealnim ratnicima i junacima koji preziru kukavice, te savjetuje svojim Turcima da se od Hrvata nauče ratnom umijeću ako žele pobjeđivati. Turci su pored hrabrosti osobito cijenili i hrvatski viteški duh, koji nikada neće povrijediti nenaoružanog ili zarobljenog neprijatelja, a dano obećanje će uvijek ispuniti.
Prijevod Uredbe svijeta došao je nakon susreta s Ibrahimom-pašom Novošeherlijom. Ćafija je po Ibrahim-pašinom savjetu preveo Uredbu svijeta s arapskog i protumačio na turskom jeziku, te obogatio brojnim stihovima-citatima i na perzijskom. Po Ibrahim-pašinom savjetu tako uređeno djelo je predao sultanu "da bi se njime mogli koristiti i činovnici carskog divana". Oduševljeni sultan Ćafiji doživotno je materijalno zbrinuo Ćafiju, davši mu prusački kadiluk kao doživotnu mirovinu.
Ističu mu se još djela o šerijatskom pravu Revzatul-dženat (hrv. "rajski vrtovi") koje je iskomentirao pod imenom Usuli-itikadat (hrv. "osnove vjerovanja"). Na putovanju u Meku napisao je rad Semtul-vusul (hrv. "pravac pristupa"). Još je napisao Nurul-jakin (hrv. "svjetlo nedvojbene znanosti"). Autor je četiri sveska debelog komentara glasovitog djela islamske jurisprudencije Kuduri. Zadnje mu je djelo Munire.